# 羅靈里弗 (北卡羅萊納州)
羅靈里弗（英語：Roaring River）是位於美國北卡羅萊納州威爾克斯縣的非建制地區。

## 歷史
羅靈里弗的郵局自1874年營運至今。

## 地理
羅靈里弗所處的海拔為高於海平面297米（即974英呎），而該地所採用的時區為UTC-5，即北美东部时区（EST）。同時該地設有夏令時間，為UTC-5調快一小時，即UTC-4（EDT）。